# Città rurale di Murray Bridge
La città rurale di Murray Bridge è una Local Government Area che si trova in Australia Meridionale. Essa si estende su una superficie di 1.832 chilometri quadrati e ha una popolazione di 19.402 abitanti. La sede del consiglio si trova a Murray Bridge.